# Podkarpacka Chorągiew Harcerek ZHR
Podkarpacka Chorągiew Harcerek ZHR – jednostka terytorialna Organizacji Harcerek ZHR. Zrzesza hufce działające na terenie województwa podkarpackiego. Została powołana rozkazem Naczelniczki Harcerek ZHR nr 9/92 z 15.12.1992 roku.

## Komendantki Chorągwi
- hm. Renata Dzieszko wędr. (1992-1999)
- hm. Urszula Stefańska HR (2000-2002)
- phm. Barbara Szarek (2002-2003)
- hm. Urszula Stefańska HR (2003–2005)
- hm. Beata Draus (z d. Rój) HR (2005–2008)
- hm. Renata Dzieszko HR (2008–2012)
- phm. Beata Lichota HR (2012)
- hm. Anna Piera HR (2013–2015)
- hm. Urszula Pastwa HR (2015–2020)
- hm. Agnieszka Borkowska HR (od 2020)

## Środowiska
- Stalowowolsko – Rozwadowski Związek Drużyn Harcerek „Tarnina”
- Mielecki Hufiec Harcerek i Zuchenek „Akacja”
- Południowo-Wschodni Związek Drużyn Harcerek „Jarzębina”